# Tropidomyia
Tropidomyia is een geslacht van insecten uit de familie van de blaaskopvliegen (Conopidae), die tot de orde tweevleugeligen (Diptera) behoort.

## Soort
- T. aureifacies Krober, 1915